# Požár na Our Lady of the Angels School

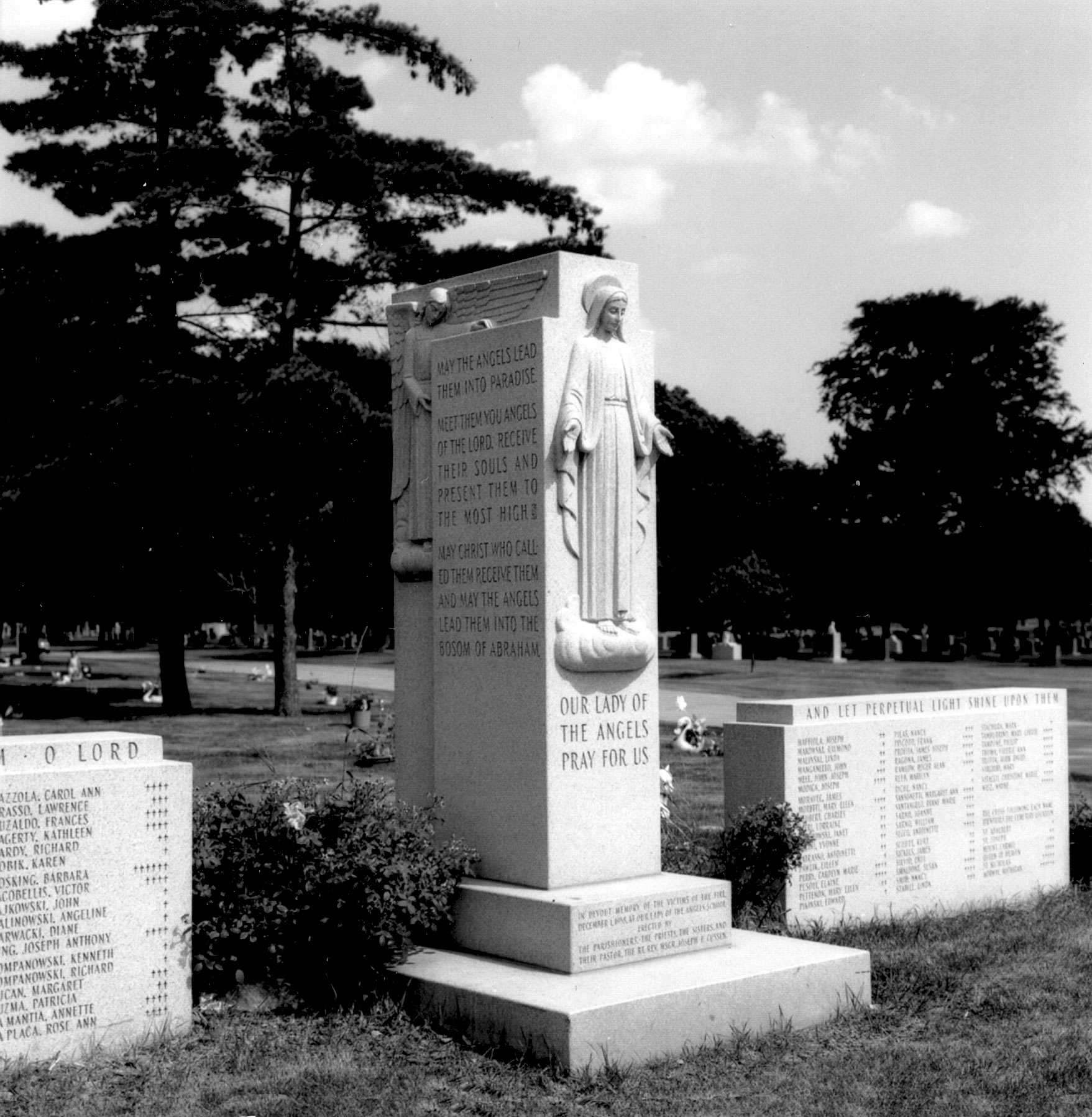
Pomník určený obětem na Queen of Heaven Cemetery. Jeho autorem je Corrado Parducci

Požár na katolické Our Lady of the Angels School (angl. Our Lady of the Angels School Fire) v Chicagu, ke kterému došlo v průběhu odpoledního vyučování 1. prosince 1958, představuje třetí nejsmrtonosnější tragédii ve školském zařízení (po Explozi na New London School a požáru na Collinwood School) a nejsmrtonosnější tragédii v historii církevního školství ve Spojených státech amerických. 
Požár, který propukl z neznámých příčin v suterénu schodiště, nebyl zavčas zpozorován a rychle zaplnil plameny, kouřem a žhavým vzduchem jak samotné schodiště, tak i hlavní chodbu druhého patra a tím odřízl učitele a děti v tamních třídách od možnosti úniku. Tragédii završil fakt, že budova byla velmi vysoká, takže okna druhého patra byla ve výšce, kde obvykle bývá minimálně patro třetí: řada dětí, které se rozhodly vyskočit, se buďto zabila, nebo utrpěla těžká zranění. Při požáru a později na následky zranění zemřelo celkem 92 dětí ve věku 8-14 let a tři řeholnice, asi sto dalších dětí utrpělo těžká zranění.
Katastrofa ovládla severoamerický a evropský tisk, papež Jan XXIII. odeslal do Spojených států svoji kondolenci. V reakci na požár rozhodly americké úřady o rozsáhlých úpravách standardů protipožárních opatření na amerických školách a došlo k výrazným změnám školské architektury, v níž začaly být v mnohem větší míře zohledňovány aspekty požární bezpečnosti. O požáru byly sepsány dvě knihy a vznikly dva dokumenty: dokumentární film Angels Too Soon, který získal cenu Emmy, a epizoda Hellfire v sérii dokumentů o katastrofách Wrath of God.

## Škola
Our Lady of the Angels School (česky Škola Panny Marie Královny andělů) sestávala z několika budov a zahrnovala to, co se dnes v České republice nazývá mateřská škola, plus osm stupňů školy základní. Nacházela se v Chicagu v Humboldtově parku při jeho hranici s Austinem. Školu provozovala římskokatolická arcidiecéze Chicago a velkou část personálu školy tvořily Milosrdné sestry Blahoslavené Panny Marie z blízkého kláštera, poblíž stála též fara. Jejími žáky byly děti obyvatel přilehlé části města, z nich většinu tvořili katolíci s italskými, polskými, irskými a německými předky (převážně Američané druhé a třetí generace). Škola byla mezi nimi oblíbená a žádaná, v jednotlivých třídách bylo někdy i přes šedesát dětí, škola a školka dohromady měly v době požáru asi 1600 žáků.
Škola splňovala protipožární standardy platné na školách ve státě Illinois i ve městě Chicago v roce 1958, byla čistá a dobře udržovaná a její zaměstnanci věděli, co mají v případě požáru dělat. Několik týdnů před požárem prošla bez problémů rutinní kontrolou protipožární bezpečnosti. Je však nutno dodat, že to, co tento pojem znamenal v roce 1958, bylo něco naprosto nesrovnatelného s tím, co se pod ním rozumí dnes. 
Požárem stižená část školy sestávala ze dvou budov, později propojených, takže vzniklý komplex měl tvar písmene U. Stěny budov školy byly z nehořlavých materiálů (vynucovaly si to předpisy vytvořené v reakci na katastrofální velký chicagský požár z roku 1871), avšak vnitřní vybavení: schody, nábytek, podlahy, dveře a obložení stěn - to vše bylo většinou ze dřeva. Některé běžné soudobé čisticí prostředky užívané k očistě vnitřku budovy navíc dřevo částečně impregnovaly: jednak je činily snadněji hořlavým, jednak byly zodpovědné za vyšší obsah jedovatých látek v produkovaném kouři. Nad dveřmi tříd se nacházela prosklená okna sloužící k větrání, což se při požáru ukázalo být velkou chybou.
Opatření pro případ požáru reprezentovalo nouzové požární schodiště dostupné z hlavní chodby (ta se však velice rychle stala neprůchozí). V severním křídle, kde požár vypukl, se nacházely čtyři hasicí přístroje, umístěné ovšem sedm stop (asi 212 cm) nad podlahou, aby je děti nepoužívaly ke hraní. Dva neoznačené spouštěče požárního poplachu byly umístěny v jižním křídle budovy. Požární poplašný systém byl pouze interní, nijak nezajišťoval alarm požárníků a musel být spuštěn ručně. Škola pochopitelně postrádala moderní protipožární prvky jako automatický hasicí systém a protipožární kouřová a teplotní čidla. Z tehdy již běžně dostupných protipožárních prvků se jako fatální ukázala především absence protipožárních dveří mezi schodištěm a hlavní chodbou druhého patra.

## Požár

### Vznik, zpozorování a hlášení požáru
Příčinu ani přesný čas vzniku požáru se nepodařilo objasnit. Každopádně propukl během odpoledního vyučování, někdy v intervalu mezi 14:00 a 14:20 v suterénu schodiště v severním křídle budovy. Nepozorován hořel asi 10-30 minut, kdy pomalu sílil a zaplňoval dýmem schodiště a díky absenci protipožárních dveří i liduprázdnou hlavní chodbu druhého patra, která  zajišťovala únikovou trasu pro třídy na patře. Jako první jej zaznamenaly tři žačky osmého stupně ve 2:25. Ty se rychle rozběhly do místnosti č. 211, kde informovaly sestru Helaine O'Neill, která vstala od katedry, nařídila dětem, ať se seřadí pro evakuaci a šla se podívat. V tu dobu ale požár začal prudce gradovat, neboť dostal to, co mu dosud chybělo: tah a silný přísun kyslíku. Vlivem žáru totiž explodovala spodní okna na schodišti. Když sestra O'Neill stanula ve dveřích, nebyl už odchod ze třídy možný. To znamenalo nejenže děti nemohly odejít, ale také že sestra O'Neill nemohla spustit alarm a varovat ostatní třídy.
Zhruba ve stejnou dobu, kdy explodovala okna a sestra O'Neill zjistila, že nemá kudy evakuovat děti ze své třídy, zaregistroval požár školník James Raymond. Přiřítil se do kotelny, odkud viděl skrze dveře vedoucí ke schodišti oheň. Upozornil dva chlapce, co hráli v blízké místnosti s bojlerem basketbal, a rozeběhl se na faru, kde tamnímu správci uložil, aby zavolal požárníky. Poté se vrátil do školy, aby pomáhal při evakuaci. Zde se objevuje další záhada požáru. Podle časové rekonstrukce, provedené se školníkem, školník opustil faru a vyrazil zpět ke škole někdy krátce po 14:30. První telefonát z fary na požární stanici přišel ve 14:42. Proč by měl být interval mezi školníkovým odchodem a telefonátem tak dlouhý, se nepodařilo objasnit. Minutu poté následoval telefonát od Barbary Glowacki, majitelky cukrárny poblíž stojící cukrárny, kterou na požár  upozornil kolemjedoucí motorista Elmer Barkhaus, žádající ji o přístup k veřejnému telefonu pro alarmování požárníků. Glowacki osobně zavolala ze soukromého telefonu v zázemí podniku. 
Mezi tím se chlapci vrátili do své třídy a varovali učitele. Ten svoji třídu evakuoval a pokusil se na odchodu spustit požární poplach. To se mu ale nepovedlo. Poté, co vyvedl třídu mimo budovu, se proto do školy vrátil, na druhý pokus se mu už podařilo poplašné zařízení spustit a varovat celou školu. V tu chvíli však již z několika tříd ve druhém patře v severním křídle budovy nebylo úniku.

### Postup požáru, evakuace řízená učiteli
Zatímco děti v prvním patře (resp. dle evropského počítání přízemí) byly relativně v bezpečí a jejich evakuace byla snadná a rychlá, neboť ve vpádu do jejich části školy požáru bránily pevně zavřené masivní dveře mezi schodištěm a chodbou, které poskytly dětem i učitelům dostatek času k opuštění budovy. Nic z toho se ale netýkalo druhého patra.
Výše zmíněná exploze oken v dolní části schodiště dala požáru kyslík i pořádný tah a ten rychle vylétl nahoru po schodišti a vyšlehl do chodby druhého patra, která byla rychle zaplněno kouřem a žhavými plyny, a postupně začínala hořet. Plameny se šířily zprvu hlavně po stropě a nad stropem ventilačním systémem a podkrovím, postupně ale začaly doutnat a hořet i podlahy, obložení stěn a podobně. To zcela znemožnilo evakuaci dětí z přilehlých tříd druhého patra hlavní chodbou. Celkem zde bylo v daný okamžik chyceno v ohnivé pasti 329 dětí a 5 řeholnic. Ty měly v zásadě jen dvě možnosti: a) mohly nechat děti vyskákat z oken ve výši 25 stop (7,62 metru) nad zemí; b) mohly zkrotit paniku a čekat na příjezd hasičů, kteří by děti okny evakuovali po žebřících. Všechny dospěly k závěru, že větší šance dává druhá možnost.
Čas však pracoval proti nim. Třídy začaly být postupně zaplněné hustým kouřem a děti i sestry se začínaly dusit. Sestra Mary Davidis Devine v místnosti 209 sice vykoupila své třídě několik cenných minut, když nařídila dětem, aby učebnicemi a dalšími věcmi ucpaly všechny škvíry okolo dveří, ale i  zde šlo pouze o krátký odklad. Požár sílil, šířil se stropem, ventilací a podkrovím nad třídami, dveře prohořívaly, kouř a žár postupně pronikaly do tříd. Postupně začala žárem explodovat okna nade dveřmi a plameny, žár i kouř tak měly volnou cestu.